# Original of the Species
Original of the Species is afkomstig van het album How to Dismantle an Atomic Bomb van de Ierse band U2. Het is de vijfde en tevens laatste single van dit album. Bono heeft het nummer gewijd aan zijn twee dochters. Volgens hem is dit het beste nummer van How to Dismantle an Atomic Bomb.
Live wordt dit nummer door The Edge op de piano gespeeld, vaak begeleid door Bono op de gitaar. In een aantal gevallen speelt The Edge het nummer op de elektrische gitaar, begeleid door een pianist en een compleet orkest.
Het nummer is ook gebruikt in een commercial van Apple, waarin de iPod Video werd aangeprezen.

## Hitverloop
| Original of the Species in de Nederlandse Top 40 | Original of the Species in de Nederlandse Top 40 | Original of the Species in de Nederlandse Top 40 | Original of the Species in de Nederlandse Top 40 | Original of the Species in de Nederlandse Top 40 | Original of the Species in de Nederlandse Top 40 | Original of the Species in de Nederlandse Top 40 |
| Week                                             | 1                                                | 2                                                | 3                                                | 4                                                | 5                                                | 6                                                |
| ------------------------------------------------ | ------------------------------------------------ | ------------------------------------------------ | ------------------------------------------------ | ------------------------------------------------ | ------------------------------------------------ | ------------------------------------------------ |
| Nummer                                           | 34                                               | 24                                               | 15                                               | 21                                               | 33                                               | uit                                              |

Bono · The Edge · Adam Clayton · Larry Mullen jr.